# Esra (voornaam)
Esra is een in Turkije veel voorkomende meisjesnaam. Het is afgeleid van de Arabische naam  اسراء (Isra) of .أسرى (Asra). 